# Antichristian Phenomenon
Antichristian Phenomenon — мини-альбом польской группы Behemoth выпущенный в 2001 году.

## Об альбоме
Antichristian Phenomenon включает в себя четыре одноимённых кавер-версии следующих исполнителей: под номером 4 в списке композиций - Sarcófago, 5 - David Bowie, 6 - Morbid Angel, 7 - Mayhem. Комопзиция под номером 3 From the Pagan Vastlands 2000 представляет собой новую версию композиции From the Pagan Vastlands с демозаписи 1993 года ...From the Pagan Wastlands. Композиция Antichristian Phenomenon выходила ранее на альбома Thelema.6. Единственной новой музыкальной композицией группы на данном мини-альбом является Malice.
Также на мини-альбоме представлен видеоклип Christians to the Lions.

### Запись
Запись композиций с 1 по 5 проходила в течение студийной сессии записи альбома Thelema.6 в студии Hendrix Studios в июле 2000 года. Композиция Day of Suffering записывалась в ноябре 2000 года в той же студии. Запись композиции Carnage осуществлялась Starcraft Stimulation Studios в апреле 1999 года. Концертная запись, положенная в сонову видеоклипа Christians to the Lions, проходила 15 июня 2001 года в клубе Proxima Club города Варшава.

## Список композиций
| №                   | Название                                   | Длительность |
| ------------------- | ------------------------------------------ | ------------ |
| 1.                  | «Antichristian Phenomenon»                 | 4:37         |
| 2.                  | «Malice»                                   | 2:23         |
| 3.                  | «From the Pagan Vastlands 2000»            | 2:54         |
| 4.                  | «Sathanas» (кавер на Sarcófago)            | 2:05         |
| 5.                  | «Hello Spaceboy» (кавер на Дэвида Боуи)    | 3:26         |
| 6.                  | «Day of Suffering» (кавер на Morbid Angel) | 2:14         |
| 7.                  | «Carnage» (кавер на Mayhem)                | 4:03         |
| Общая длительность: | Общая длительность:                        | 21:47        |

## Участники записи
- Nergal - гитара
- Inferno - ударные
- Havoc - гитара на композициях 1-6
- Novy - бас на композициях 1-6
- L.Kaos - бас на композиции 7

### Приглашённые музыканты
- Maciej Niedzielski (Artrosis) - участие в композициях 1-5
- Bony (Devilyn) - гитара на композиции 6
- Adam Siezega (Lost Soul) - ударные на композиции 6